# Спас-Конино
Спас-Ко́нино — село в составе Шелепинского сельского поселения Алексинского района Тульской области России.

## Название
Этимология названия селения может иметь финно-угорские корни. Эти народы коня считали священным животным. Конь являлся предметом религиозного чествования. Вблизи села находится памятник природы — большой камень-валун. Во времена язычества такие камни являлись культовыми святилищами — местом поклонения и носили название коней-камней. Церковь называла такие камни «синими» (от слова сине́ц — бе́с). От такого камня и могло произойти древнее название поселения. Второе слово-прибавка «спас» — от храма, построенного в честь Спасителя. Местное предание истолковывает происхождение название от дозорных конных отрядов, располагавшихся в этих пограничных местах Московского государства для наблюдения и предупреждения об опасности татарских набегов.

## География
Располагается на левом берегу ручья Крушма (Малая Крушма), в 15 км от районного центра — Алексина, в 10 км от деревни Большое Шелепино — сельского административного центра.
Уличная сеть села состоит из восьми улиц: Агеева, Колхозная, Макарова, Механизаторов, Полевая, М. Поливановой, Строителей, Юбилейная.

## История
Ранее селение находилось примерно в километре от нынешнего и называлось Селиваново. Оно было сожжено татарами вместе с церковью. Сегодняшнее село находится на месте, где стоял наблюдательный конный пикет (застава).
Предположительно новое поселение Селиваново было образовано не позднее первой половины XVI века. В XVII — начале XVIII века село Селиваново входило в состав Конинского стана Алексинского уезда. Согласно писцовой книге 1685 г.:
За Прокофьемъ Даниловымъ сыномъ Карповымъ въ деревнѣ, что была пустошь Селиванова, дворъ крестьянской, 2 двора бобылскихъ. 1700 г. генваря въ 22 день за даточныхъ денги взяты у сына ево Семенка въ запискѣ у Семена Козмина. (...) 

За Аѳанасьемъ да за Андреемъ да за Яковымъ Артемьевыми дѣтми Селиверстова въ деревнѣ Селивановой 2 двора бобыльскихъ. Генваря въ 20 день у Аѳонасья да у Андрея Селиверстовыхъ 3 дву дворовъ денги взяты въ пріемѣ Васки Протопопова.
По ревизии 1709 г. крепостные крестьяне в селе принадлежали следующим помещикам: Нартов Семён Прокофьевич, Селиверстов	Афанасий Артемьевич, Арсеньев Варфоломей Еремеевич, Вырубов	Иван Михайлович. В это время именуется в ревизских сказках сельцо Конин, хотя по числу жителей превосходит отдельные сёла уезда. Новое название дано в честь исторического города Конин (городище обнаружено между Спас-Кониным и Колюпановым), центра Конинского княжества. До середины XIX века названия Селиваново и Спас-Конино употреблялись параллельно («Спас-Конино Селиваново тож»).
С XIX века и до революции 1917 года село являлось центром станового квартала (Спас-Конинской волости Алексинского уезда). Границы волости не совпадали с церковным приходом.
В 1859 году в селе насчитывалось 29 крестьянских дворов; в 1915 — 60 дворов.

## Церковь Спаса Преображения
Первый в селе деревянный храм был сожжён татарами вместе с селом. Второй, также деревянный храм построен с селом уже на новом месте около реки Крушмы, просуществовал до 1765 года и был заменён из-за ветхости на новый. Третий по счёту деревянный храм построен на средства неизвестной помещицы, на месте существующего храма, сгорел в 1795 году.
В начале XIX века на месте сгоревшего храма, на средства прихожан, была заложена каменная церковь во имя Спаса Преображения Господня (Спасо-Преображенская) с приделами Казанской иконы Божией Матери (освящён в 1817) и святого Николая Чудотворца (освящён в 1827). С этого момента село именуется Спас-Конин. Главное здание храма, из-за недостатка средств на постройку, достроили и освятили лишь в 1860 году при участии и на пожертвования местного помещика М. А. Фролова. Особым предметом церковной утвари было древнее Евангелие, подаренное ещё деревянному храму в 1686 году Марфой Матвеевной — супругой царя Фёдора Алексеевича. Храм сохранился в своём первоначальном виде до настоящего времени. Штат церкви состоял из священника и двух псаломщиков. Имелось церковной земли — 79 десятин и под церковью, кладбищами и усадьбами притча около 10 десятин.
В состав церковного прихода входили: само село; сельцо: Березовка, Ларино (Ларинская, Ларинские выселки), Маньшино; деревни: Малое Бизюкино (Нижнее Бизюкино), Большое Бизюкино (Верхнее Бизюкино), Есипово (Есипова), Клешня, Нарышкино (Нарышкина), Желудевка (Желудовка), Захаровка (ныне не сущ., урочище Захаровка), Мерлево (ныне не сущ., урочище Мерлеева), Торчково (Тарчкова, Торьчково) с общей численностью крестьян-прихожан 2344 (по состоянию на 1857 год). С 1885 года в селе имелась церковно-приходская школа.
С 1956 года храм не функционировал и использовался под склад удобрений. 
В 2010-е гг. началось восстановление церкви, по состоянию на 2019 г. храм действует.

## Население
| Годы      | 1857  | 1859 | 1915 | 2010 |
| --------- | ----- | ---- | ---- | ---- |
| Население | 207 * | 220  | 485  | ↘412 |

* крестьяне крепостные помещичьи